# Mitrospingus cassinii
Mitrospingus cassinii е вид птица от семейство Тангарови (Thraupidae).

## Разпространение
Видът е разпространен във Венецуела, Еквадор, Колумбия, Коста Рика и Панама.